# 担降り
担降り（たんおり）とは、主に男性アイドルや男性キャラクターのファンを辞めることを指す。

## 解説
男性アイドルファンのことを「担当」と呼び、その「担当」を降りることが語源。ヲタ卒がジャンルそのもののファンを辞めることであることに対して、担降りは特定の男性アイドルや男性キャラクターのファンを辞めること。

## 派生単語
グループ内担降り - 男性アイドルグループ内で担降りすること。

## 類似単語
推し変 - あるアイドルやキャラクターから、別のアイドルやキャラクターのファンになること。「推し」を「変更」することが語源。

## 使用シーン
- アニメや漫画のファン
- アイドルのファン
- ゲーム内キャラクターのファン